# Вуттон, Джон
Джон Вуттон (англ. John Wootton; 1682, Сниттерфилд, район Стратфорд-он-Эйвон, графство Уорикшир (Англия — 13 ноября 1764, Лондон) — английский живописец-баталист, пейзажист и анималист. Один из основоположников характерного для английского искусства спортивного жанра, он был также «художником собак, лошадей, скачек и охотничьих сцен, что имело большой успех именно в Англии». Широкое распространение получили и гравюры с его картин.

## Биография и творчество
В начале 1690-х годов Джон Вуттон обучался живописи у работавших в Англии нидерландских художников Яна Сиберехтса и Яна Вика. Около 1720 года отправился в Рим, где познакомился с творчеством пейзажистов-романистов Гаспара Дюге и Клода Лоррена.
Джон Вуттон наряду с Сиберехтсом считается одним из основоположников английской пейзажной школы первой половины XVIII века и первым художником-анималистом в Англии. Именно Джон Вуттон поставил в центр внимания своих картин не только людей, но и животных (собак, лошадей, которых писал с натуры). Картины со сценками охоты были чрезвычайно популярны в Англии и заказывались состоятельными аристократами для украшения своих поместий. Среди его заказчиков был король Великобритании Георг II, Фредерик, принц Уэльский и герцог Мальборо.
Свой индивидуальный стиль Джон Вуттон сформировал, изучая картины Гаспара Дюге с изображениями сельских домов и лошадей. Его зрелое творчество стало альтернативой голландской и фламандской пейзажной живописи, популярность которой в Британии до этого была преобладающей. В свою очередь, Вуттон оказал влияние на других английских пейзажистов, среди которых был и Томас Гейнсборо.
Позднее творчество Вуттона несколько затмил Джордж Стаббс (1724—1806), который, как считается, превзошёл его в технике живописи.
Джон Вуттон скончался в Лондоне 13 ноября 1764 года. Примеры его анималистических картин можно найти в Британской галерее Тейт и в Королевской коллекции в Лондоне, Музее изящных искусств Вирджинии в Ричмонде, Йельском центре британского искусства, в елизаветинском Большом зале в Лонглите и в Коллекция Портленда в галерее и фонде Harley. В Санкт-Петербургском Эрмитаже имеется картина Вуттона «Гончие и сорока», которая поступила в музей в 1779 году из собрания Роберта Уолпола в замке Хоутон-холл.

## Галерея
- Король Георг II в битве при Деттингене с герцогом Камберлендским и Робертом, 4-м графом Холдернессом, 27 июня 1743 года. 1743. Холст, масло. Национальный музей армии, Лондон
- Леди Генриетта Харли, графиня Оксфордская и графиня Мортимер с придворным конюшим и охотничьим помощником. 1750-е. Холст, масло. Частное собрание
- Гончие и сорока. 1740-е. Холст, масло. Государственный Эрмитаж, Санет-Петербург
- Уоррен Хилл у Ньюмаркета. Холст, масло. Частное собрание
- Серая скаковая лошадь «Победоносная» герцога Гамильтона в Ньюмаркете. Ок. 1725. Холст, масло. Йельский центр британского искусства, Нью-Хейвен, Коннектикут, США
- Серая пятнистая гончая. 1738. Холст, масло. Йельский центр британского искусства, Нью-Хейвен, Коннектикут, США